# Bordeaux-en-Gâtinais

Bordeaux-en-Gâtinais este o comună în departamentul Loiret din centrul Franței. În 1 ianuarie 2022 avea o populație de 107 de locuitori.